# 新华乡 (屏边县)
新华乡，是中华人民共和国云南省红河哈尼族彝族自治州屏边苗族自治县下辖的一个乡镇级行政单位。

## 行政区划
新华乡下辖以下地区：
戈几街村、岩峰村、菲租克村、阿母黑村、河南村、西沙坡村、马鹿塘村、倮姑村和师宗村。